# Бужанская (шахта)
Государственное открытое акционерное общество «Шахта „Бужанская“» — угольная шахта во Львовско-Волынском угольном бассейне. Входит в производственное объединение Государственное коммунальное хозяйство «Волыньвугилля».
В 2003 году добыто 83 тысяч тонн угля.
В сентябре 2012 года Кабинет министров Украины утвердил решение о приватизации шахты.

## Адрес
45400, г. Нововолынск, Волынская область, Украина.